# Mia Kåberg
Mia Kåberg, född 9 juni 1958, är en svensk före detta fotbollsspelare som var med och tog EM-guld 1984. På klubbnivå representerade hon AIK. Kåberg kom till AIK 1978, och var 1981 den första damspelare i AIK som spelade en officiell landskamp.